# Жертвопринесення Ісаака

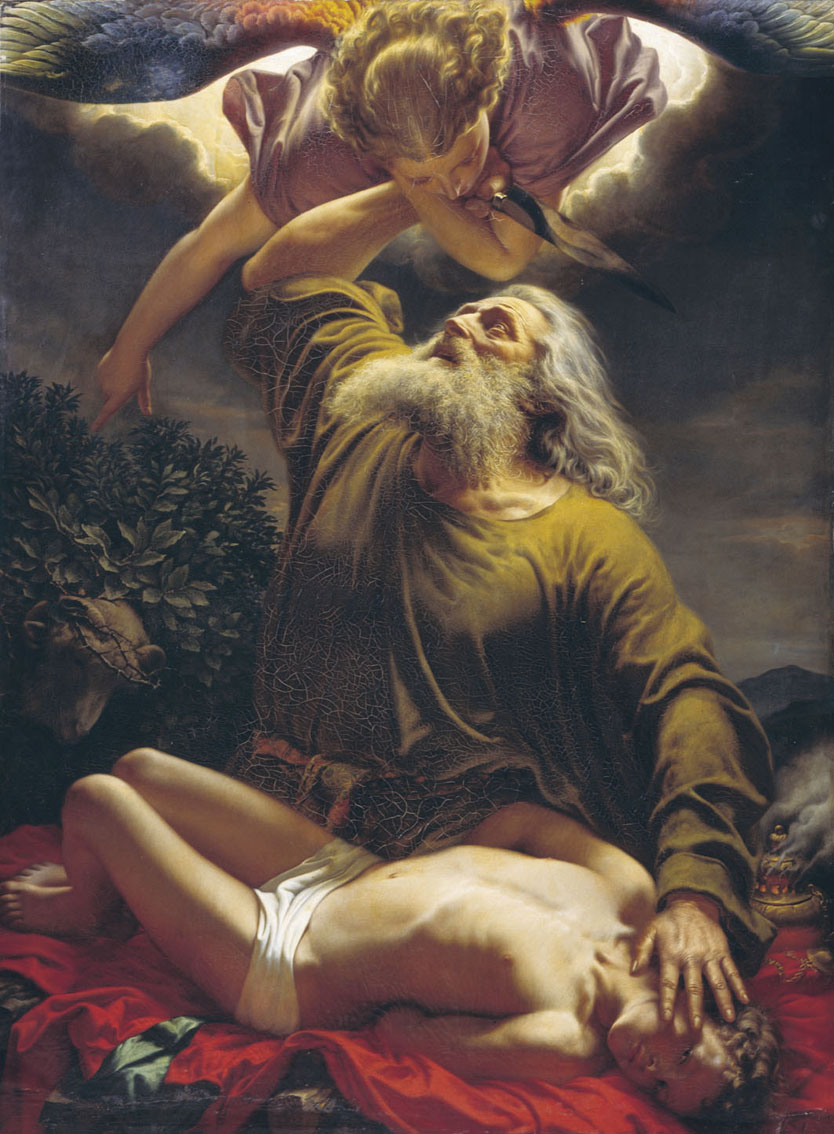
Авраам приносить Ісака в жертву (Євграф Рейтерн, 1849)

Жертвоприно́шення Ісаа́ка (івр. עֲקֵדָת יצחק, трансліт. акеда́т Іцхак, дос. «зв'язування Іцхака») — приношення Ісаака в жертву Богу Авраамом.

## Біблійна розповідь

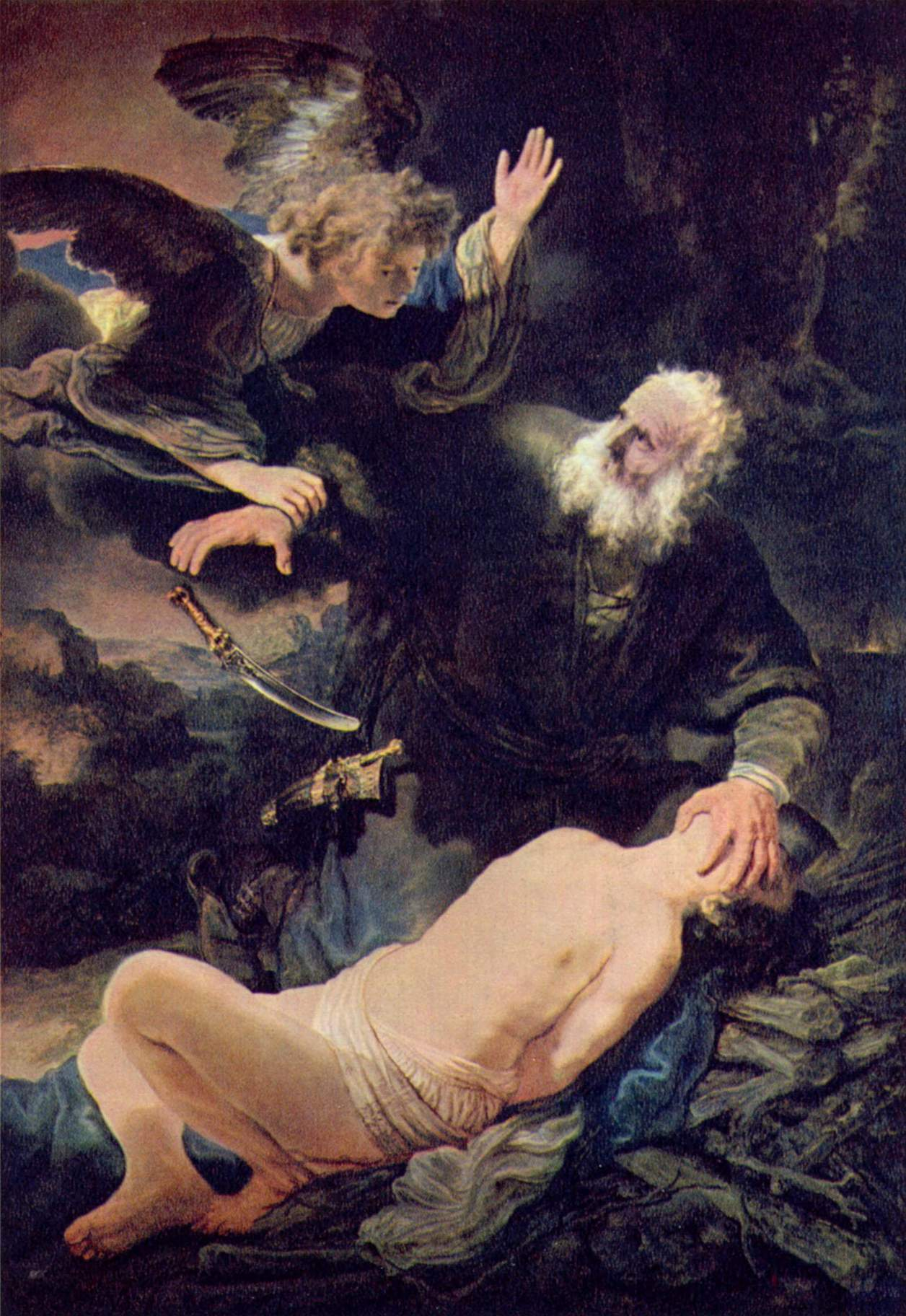
Жертвопринесення Ісаака (Рембрандт, 1635)

Згідно з біблійною розповіддю (1 М. 22:1-19), Бог побажав випробувати силу віри Авраама і повелів йому принести свого улюбленого сина Ісаака «цілопаленням» «у землі Морія», «на одній з гір». Авраам, не вагаючись, послухався. На третій день шляху Авраам з Ісааком зійшли на зазначене Богом місце. Прийшовши на місце, Авраам «влаштував жертовник», зв'язав Ісаака (звідси традиційна єврейська назва історії), «поклав його на жертівник над дровами» і вже заніс над ним ніж (оскільки жертву, принесену Богу цілопаленням, слід було спочатку заколоти, а потім спалити), коли ангел озвався до нього з неба:

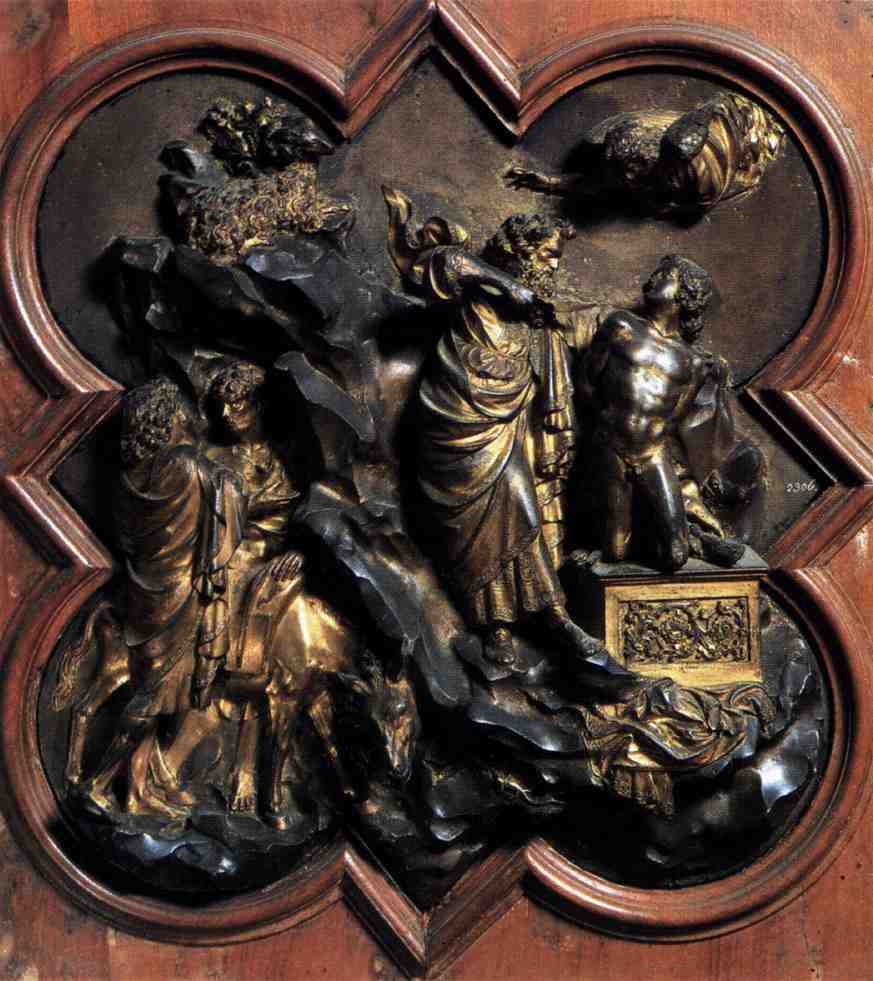
Лоренцо Гіберті
Жертвопринесення Ісаака, бронза, лиття, карбування. Порта дель Парадізо, двері приміщення для хрестин, Флоренція, Італія

|              | Аврааме! Аврааме! <...> не піднімай руки до хлопця, і не роби над ним нічого, бо тепер Я знаю, що боїшся ти Бога і не пошкодував сина твого, єдиного твого, для Мене. |
| — 22:11, -12 | |

Замість Ісаака в жертву було принесено барана, а Господь поклявся:
|              | благословляючи благословлю тебе і примножуючи розмножу потомство твоє, немов зорі на небі і як пісок на березі моря, і опанує насіння твоє містами ворогів своїх, і благословляться в насінні твоїм усі народи землі за те, що ти послухався Мого голосу. |
| — 22:16, -18 | |

Слід зауважити, що клятву помножити потомство Авраама Господь давав і раніше(1 М. 15:5; 1 М. 17:19; 1 М. 21:12). Таким чином, можна або усвідомити з тексту, що Авраам вірив цій більш ранній обіцянці, але можна витлумачити такі відомості як результат дублювання традицій.
Випробування Авраама принесенням Ісаака в жертву було прообразом чи передвістям для людей про Спасителя, Який, будучи Сином Божим, буде відданий на хресну смерть, у жертву за гріхи всіх людей. Ісаак за дві тисячі років до Різдва Христового, наперед прообразував, з волі Божої, Ісуса Христа. Він так само, як Ісус Христос, покірно йшов на місце жертви. Як Ісус Христос ніс на собі хрест, так і Ісаак на собі ніс дрова жертвоприношення.

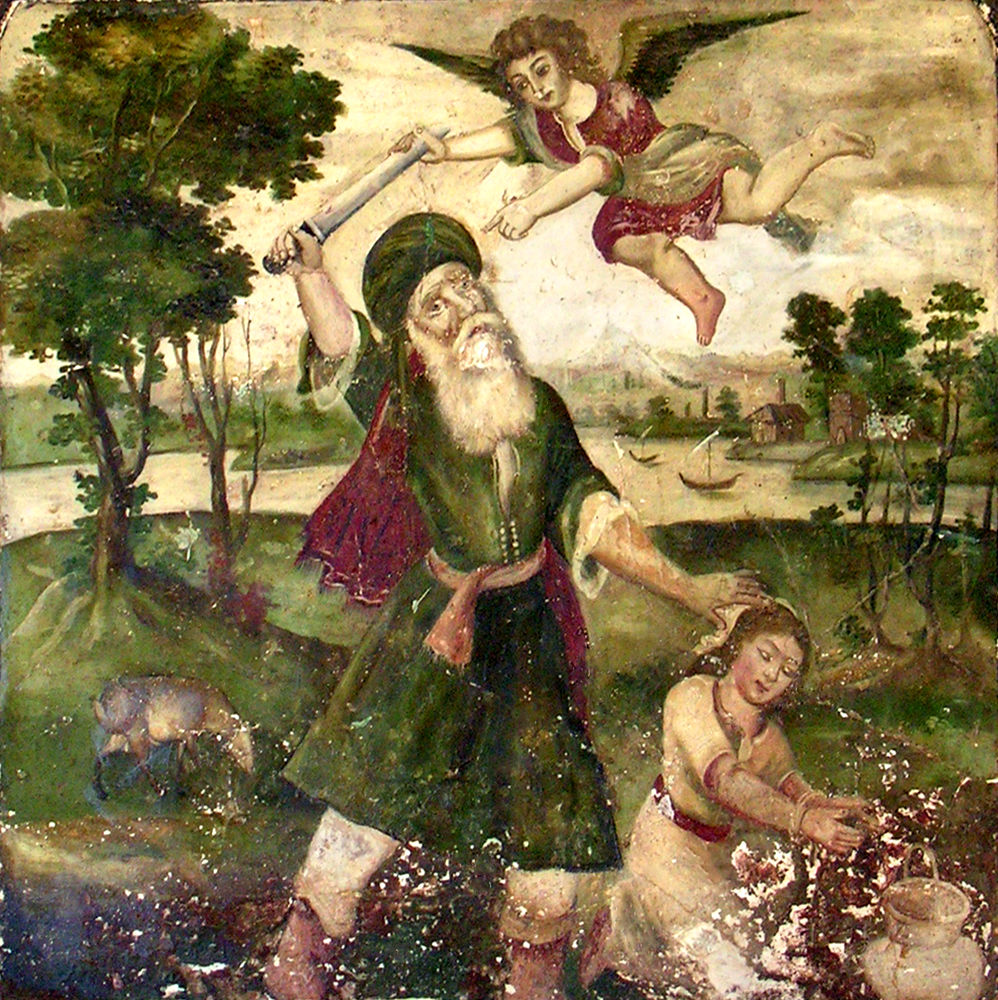
Фреска з зображенням Ібрахіма, якого зупиняє ангел, не даючи йому принести в жертву свого сина (музей Хафт Танан (Сім могил) в Ширазі)

Гора на якій Авраам приносив у жертву Ісаака, була названа Ієгова-іре, «Господь побачить». Згодом на цій горі цар Соломон збудував за вказівкою Бога, Єрусалимський храм.

## В Корані
Історію жертвопринесення Ібрагімом (Авраамом) свого сина викладено і в Корані, але лише в небагатьох віршах (сура 37:99-109):
| Коли син досяг того, щоб розділити старанність з ним, [Ібрахім] сказав: «О сину мій! Воістину, я бачив уві сні, що я приношу тебе в жертву із порізом. Що думаєш ти [про це]?» Син відповів: «О батьку мій! Роби так, як тобі велено. Якщо так буде завгодно Аллаху, ти знайдеш мене терплячим». Коли вони обидва підкорилися [волі Аллаха] і [батько] кинув його [обличчям вниз]… Воістину, це і є явне випробування. І Ми замінили йому [сина] на велику жертву. |

Сина Ібрахіма в цьому епізоді Корану на ім'я не названо, проте мусульманські богослови і тлумачі Корану середньовіччя і сучасності виводять з Корану і Сунни, що Ісмаїл, а не Ісаак (син Авраама) був «дабііх Алла» — жертвою, обраною Аллахом (на підставі того що звістка про дарування Аврааму сина Ісаака прийшла йому пізніше, вже після жертвопринесення — 37, 112).